# Jurij Paramoškin
Jurij Paramoškin, ruski hokejist, * 3. november 1937, Elektrostalj, Moskovska oblast, Rusija.
Paramoškin je v sovjetski ligi igral za kluba Dinamo Moskva in Kristall Saratov, skupno je na 460-ih prvenstvenih tekmah dosegel 186 golov. Za sovjetsko reprezentanco je nastopil na enem svetovnem prvenstvu, na katerem je osvojil zlato medaljo. Za reprezentanco je nastopil na petnajstih tekmah, na katerih je dosegel enajst golov.